# گروه لیف
گروه لیف (انگلیسی: Leaf Group) شرکت فناوری اطلاعات آمریکایی است، که در سال ۲۰۰۶ تأسیس شد.